# Enamorada (canción de Mónica Naranjo)
«Enamorada» es una canción de la cantante Mónica Naranjo producida por Brian Rawling y Graham Stack e incluida en el año 2000 en el tercer álbum de estudio de la cantante, Minage.

## Historia
En el año 2000, la canción "Enamorada" fue lanzada en España, como el tercer sencillo de Minage; en dos versiones de Maxi-Single "Enamorada Remixes" y "Enamorada Gipsy Remixes". Ambos remixes a cargo de David Ferrero y Pedro del Moral y DJ Tombah. 
Esta canción fue la elegida por Sony Music como tercer sencillo comercial del álbum Minage, después de “If You Leave Me Now” y “Sobreviviré”, ambos con seis números uno en conjunto a sus espaldas.En la edición especial de Minage, se incluyó la adaptación al español de esta canción, al igual que la de "If You Leave Me Now", que sería "Seguiré sin ti".
“Enamorada” es uno de los dos temas que se rescató de las sesiones de grabación del disco que iba a ser el sucesor de “Palabra De Mujer II”. Dicho álbum, que iba a estar producido por Brian Rawling y Graham Stack (entre otros), quedó detenido para poder hacer “Minage”, proyecto que resultaba más gratificante en ese momento para Mónica. Estos productores fueron los artífices de los retornos musicales de Cher, Tina Turner y Diana Ross a finales de los 90, los que consagraron a Enrique Iglesias y los creadores de grandes canciones y remixes para Kylie Minogue, LeAnn Rimes o Lara Fabian. Precisamente es obra de Graham Stack el especial sonido de la canción, que a día de hoy sigue sonando actual a pesar de los años.
El maxi sencillo "Enamorada Remixes" fue publicado el 27 de noviembre de 2000, no alcanzó el n.º 1 pero sí el n.º 2 y durante dos semanas, de las nueve que estuvo en listas en total. Pero lo más curioso, como ya se ha dicho, es que se publicaron dos maxi-singles independientes (aunque figuraron en listas como una única entrada) con un estilo diferente.
Para las actuaciones en programas de televisión, se optó por la utilización del “Gipsy Remix”, en su versión inglesa. La idea de esta versión tan especial de la canción surgió a raíz de la Gira Minage 2000, donde la canción se acompañaba de unos arreglos más flamencos que potenciaban el carácter hispano de la composición. Cristóbal Sansano y Jordi Buch (quien seguiría de ahí en adelante colaborando con Mónica, hasta la actualidad), crearon una mezcla interesante de música dance y flamenco, con unos arreglos e instrumentaciones de sabor andaluz y unos coros completamente diferentes, encabezados por la potente voz de La Tobala. Cabe destacar, sin duda, la calidad tanto de los coros como de los músicos que interpretaron los nuevos arreglos.
Durante los meses de la campaña navideña de 2000, Mónica promocionó este remix en diversos programas, destacando su actuación en la Gala de Nochevieja de TVE, popularizando la canción y prolongando las ventas del maxisingle hasta finales de enero de 2001. 
Finalmente fue creada una nueva versión de esta canción: “Enamorada Sub-Urban Remix”, para formar parte del 5º álbum de Mónica: Bad Girls, grabado en 2001 y lanzado en 2003, completamente en inglés, con el que Sony Music pensaba promocionar a Mónica Naranjo a nivel mundial. Ver: Bad Girls (álbum de Mónica Naranjo).
De la dirección del  videoclip de “Enamorada” se encargó (como en otras ocasiones) Juan Marrero. Hubo ciertas discrepancias entre el director y la cantante, a la que le costaba reconocerse en una estética tan “Slick” (como ha declarado el propio director) por lo que se tuvieron que hacer varios cambios. En este clip hay  un claro predominio del desnudo, “como simbología de estar al descubierto”, con una estética muy limpia y blanca.

## Créditos
- Voz principal: Mónica Naranjo.
- Compuesta por: Richard Darbyshire, Frank Musker, Matteo Saggese y Walter Turbitt
- Producida y arreglada por: Brian Rawling y Graham Stack para Soundsurfers / Rive Droite Music LTD.
- Teclados y programación por: Graham Stack.
- Teclados y programación adicionales por: Graham Stack.
- Guitarras por: Adams Phillips.
- Coros por: Richard Darbyshire y Frank Musker
- Grabada en 1999 por: Carmine Di en Gsu Studios, Lugano(Suiza).
- Mezclada por: Graham Stack en Phdl Studios, Londres (Reino Unido).

## Versiones y remixes

### Estudio
- Versión Español — 04:21
- Version Spanglish - 04:21

### Remixes
- Ferrero y Del Moral House Single Remix  — 3:51
- Ferrero y Del Moral Old School Remix  — 3:57
- Ferrero y Del Moral House Extended Remix - 8:11
- Dj Tombah Radio Mix — 4:02
- Dj Tombah Progresso Club Mix — 7:50
- Gipsy Spanish Version Remix - 4:17
- Gipsy English Version Remix - 4:17
- Gipsy Instrumental Version Remix - 4:17
- Sub-Urban Mix - 4:16

### Directo
- Versión Tour Minage
- Versión Madame Noir

## Formatos
| Promo CD-Single (SAMPCS 8870) 1. "Enamorada" [Versión Español] — 4:21 2. "Enamorada" [Versión Spanglish] — 4:21 | Remixes Maxi-CD (EPC 669614 2) 1. "Enamorada" [Ferrero y Del Moral House Single Remix] — 3:51 2. "Enamorada" [Dj Tombah Radio Mix] — 4:02 3. "Enamorada" [Ferrero y Del Moral Old School remix] — 3:57 4. "Enamorada" [Dj Tombah Progresso Club Mix] — 7:50 5. "Enamorada" [Ferrero y Del Moral House Extended Remix] — 8:11 6. "If you leave me now" [Ferrero y Del Moral House Single Remix] — 4:11 7. "Sobreviviré" [The Groove Brothers club mix] — 4:05 8. "Enamorada" [Versión Español] — 4:21 9. "Enamorada" [Versión Spanglish] — 4:21 10. "Abismo" — 5:35 Gipsy Remixes Maxi-CD (EPC 669614 5) 1. "Enamorada" [Gipsy Spanish Version Remix] — 4:17 2. "Enamorada" [Gipsy English Version Remix] — 4:17 3. "Enamorada" [Versión Español] — 4:21 4. "Enamorada" [Versión Spanglish] — 4:21 5. "Enamorada" [Ferrero y Del Moral House Single Remix] — 3:51 6. "Enamorada" [Gipsy Instrumental Versión Remix] — 4:17 |

## Trayectoria en las listas
| Posición | 6 | 2 | 2 | 2 | 7 | 3 | 3 | 8 | 12 |

| Ventas | 3902 | 2555 |